# Liste der Adelsgeschlechter Österreichs unter der Enns/A–H
Die Liste der Adelsgeschlechter Österreichs unter der Enns enthält die bedeutendsten Adelsfamilien aus Österreich unter der Enns, das umfasst das heutige Niederösterreich und Wien, und zwar jene Geschlechter, die in die Landstände aufgenommen wurden. Die Liste ist aufgebaut auf den Stand von 1840, kurz bevor die Landstände durch die Revolution von 1848 an Bedeutung verloren. Ergänzt wurden die ausgestorbenen Geschlechter. Weiters enthalten sind alle Familien mit Bezug zu Niederösterreich, die einen Artikel haben.
Wißgrill nennt noch viele weitere Geschlechter. Ebenso nicht enthalten sind die vielen zum Ende der Monarchie noch geadelten Familien.
Durch den Sitz der zentralen Verwaltungsbehörden in Wien sind auch etliche Geschlechter aus den verschiedensten Ländern nach Österreich unter der Enns gekommen, speziell nach 1620 im Zuge der Gegenformation oder nach den Koalitionskriegen 1815. Etliche lange im Lande ansässige Familien mussten das Land verlassen, weil sie ihren evangelischen Glauben nicht aufgeben wollten.
Die landständigen Geschlechter waren am Ende der Monarchie sehr international durchmischt, es gab Familien von Norddeutschland bis Italien, aus Russland, Spanien und Irland, neben den Habsburgischen Ländern wie Ungarn, Böhmen, Krain etc.
Die Liste ist eine alphabetische Übersicht über Niederösterreichische Adelsfamilien. Sie enthält Hinweise über Namensvarianten, Stand, Zeitpunkt der Nobilitierung und Aufnahme in die Adelsmatrikel, Herkunft und Verbreitung. Weiters den Stammsitz bzw. wichtige Sitze in Niederösterreich, bekannte Persönlichkeiten (mit Artikel) und das Wappen des Geschlechtes.
Rang
Rang und Ansehen innerhalb des Adels wurde nach dem Alter des Geschlechts definiert. So zählt Wissgrill genau auf, seit wann eine Familie im Herren- oder Ritterstand des Landes aufgenommen wurde. Die ältesten Herrenstandsgeschlechter hießen Apostelgeschlechter. Die alteingesessenen Adelsgeschlechter unterschieden die „alten“ Herrenstandgeschlechter von den neuen. Zum alten Herrenstand sollte man erst in dritter Generation (nach Aufnahme in den niederösterreichischen Herrenstand) angehören. Kaiser Rudolf II. bestätigte dieses Privileg 1588 und 1593.
siehe auch:
- Zweiter Teil: Liste der Adelsgeschlechter Österreichs unter der Enns/I–Q
- Dritter Teil: Liste der Adelsgeschlechter Österreichs unter der Enns/R–Z

| Inhaltsverzeichnis A B C D E F G H I J K L M N O P Q R S T U V W X Y Z |

## A
| Name                                             | Stand, Titel, Zeitraum           | Stammsitz/Ursprung Gebiet                                                                                | Persönlichkeiten Anmerkungen                                                | Wappen |
| Abele von und zu Lilienberg                      | H? 1666; Frh                     | vorderöst. Geschlecht                                                                                    |                                                                             |        |
| Abensperg und Traun                              | A H; RGf 1120–heute              | Schloss Traun, Schloss Eschelberg; Traungau                                                              | zwei Linien: Maissauer und Eschelberger Linie                               |        |
| Agler zu Paumgarten und Neuwaldegg               | R †; Ri um 1440–1590?            | Edelsitz Neuwaldeck, Wiener und niederöst. Geschlecht                                                    |                                                                             |        |
| Aham Ahamer, Aheimer                             | H; RGf um 1140–1881              | Schloss Neuhaus, Burg Wildegg, altes bayer.-Innviertler Geschlecht, Erbkämmerer des Hochstiftes Passau   |                                                                             |        |
| Aichelburg Aichelburg-Labia, di Aichelburg       | H; Gf, RFrh um 1500–heute        | Ruine Aichelburg, Kärnten                                                                                | Eugen von Aichelburg                                                        |        |
| Aichen; von Aichen                               | R 1666; Gf                       | Patrizier aus Hattingen, Grafschaft Mark, öst. Geschlecht                                                | Johann Joachim von Aichen, Franz Xaver von Aichen                           |        |
| Aichpichl                                        | R 1652 H 1686; Gf 1570–1770      | Sitzenberg; nobilitierte Beamte                                                                          |                                                                             |        |
| Albrecht                                         | R ; Ri 1668 1567–1703?           | nobil. Beamte                                                                                            |                                                                             |        |
| Albrecht von Albrechtsburg                       | R 1702; Ri 1625–um 1800          | Stockerau, schwäb.-österr. Geschlecht                                                                    |                                                                             |        |
| Almásy Almásy de Zsadány et Török-Szent-Miklós   | H 1810; Gf                       | ungar. Uradel                                                                                            |                                                                             |        |
| Altenburg Herren von Altenburg                   | R †; Hr 1180–1350?               | Altenburg bei Wilhelmsburg, Burg Wildegg, niederöst. Adel                                                |                                                                             |        |
| Altensteig auf Praunsdorf                        | R ; 1540–1630?                   | |                                                                             |        |
| Altenstein, Altensteiner                         | R ; um 1300–1570?                | fränk. Geschlecht                                                                                        |                                                                             |        |
| Althann Althan, Altham, Altheim                  | H um 1530?; RGf 1129–heute       | Goldburg, niederbayerischer Uradel                                                                       | weitverzweigte Familie                                                      |        |
| Amstetter, Ambstetter von Zwerbach und Grabeneck | H; Ri, Frh P 12. Jh.–1900?       | Edelsitz Haimberg Heimberg? VOWW, nach Franken (Rudelsdorf und Heldritt) emigriert, preußische Freiherrn | Gustav von Amstetter                                                        |        |
| Andlau (Adelsgeschlecht) Andlaw                  | H 1684; Gf 1144–1917             | Burg Hoh-Andlau, Erbrittergeschlecht des HRR aus den Vogesen, seit 1815 in Österreich                    | mehrere Linien, Karl Maria von Andlau                                       |        |
| Andlern Andler                                   | H 1679; Gf 11. Jh.?–um 1790      | aus Schwaben abstammend, auch in Württemberg, Pommern und Sachsen ansässig Fronsburg                     | verwandt sind die Kötteritz Kötteriz                                        |        |
| Angerer                                          | R †; Ri um 1500–vor 1600         | Lichtenwörth, Thurnhof; öst. Geschlecht,                                                                 |                                                                             |        |
| Ankenreutter (irrig Angelreuter)                 | R ; Ri nach 1300–1460?           | Kärntner-Wiener Ritter                                                                                   |                                                                             |        |
| Anwaltinger zu Anwalting Ainwalding              | R †; Ri 1355–um 1550             | Schloss Ainwalding, Schloss Weinern in Groß-Siegharts (Listeneintrag), oberöst. Rittergeschlecht         |                                                                             |        |
| Apfaltern Apfalter(er)                           | H 1672?; Frh 1150?/1392–um 1900? | krain. Geschlecht                                                                                        | Johann Nepomuk von Apfaltern, Leopold von Apfaltern                         |        |
| Arberg                                           | H ; Gf                           | Schweizer Familie, österr. Geschlecht                                                                    | Karl von Arberg, Philipp Karl von Arberg                                    |        |
| Arnstein Arenstain                               | - † ; Ri 1170–vor 1500           | Burgruine Arnstein                                                                                       |                                                                             |        |
| Artstetter von Artstetten                        | H; Ri P 13. Jh.–1660?            | Schloss Artstetten altes öst. Geschlecht                                                                 |                                                                             |        |
| Aspan von Haag, Espin, Espan                     | H; Ri 1280–1645                  | Schloss Hartheim, Schloss Wimsbach, Schloss Almegg, öst. Geschlecht                                      |                                                                             |        |
| Aspremont Aspremont-Lynden                       | H 1694; Gf                       | lothr. Geschlecht                                                                                        | Ferdinand Karl Gobert von Aspremont-Lynden                                  |        |
| Attems Attimis                                   | H ; Gf 1102–heute                | Burg Attems (Attemis) bei Cividale, Friauler Uradel, krainer-steirischer Adel                            | zwei Haupt- und mehrere Nebenlinien, mehrere Bischöfe und Landeshauptmänner |        |
| Auer von Herrenkirchen Auer zu Gunzing           | R? ; Frh 1170?–nach 1800?        | Burg Seebenstein, bayer. Geschlecht, nieder- und oberöst. Linien                                         | Ernst Auer von Herrenkirchen, Lorenz Auer v H, nö Vizedom in Wien           |        |
| Auersperg                                        | H 1573; Fü RGf 1162–heute        | Schloss Auersperg, Schloss Ernegg altes Krainer Geschlecht, heute in vielen Ländern                      | viele Militärs und Politiker, Andreas von Auersperg, Karl von Auersperg     |        |

| Inhaltsverzeichnis A B C D E F G H I J K L M N O P Q R S T U V W X Y Z |

## B
| Name                                                                            | Stand, Titel, Zeitraum         | Stammsitz/Ursprung Gebiet                                                                                             | Persönlichkeiten Anmerkungen                                                                  | Wappen    |
| Badenthal                                                                       | H ; Frh                        | |                                                                                               |           |
| Bagno                                                                           |                                | |                                                                                               |           |
| Barbo von Waxenstein und Paßberg                                                | H 1626; Gf                     | Wachsenstein (Kozljak, ital. Cosliacco in Istrien), altes venezianisches Geschlecht, Krainer-österr. Adel             | Marco Barbo, Franz Engelbert Barbo von Waxenstein, Josef Anton Barbo-Waxenstein               |           |
| Bartenstein                                                                     | H 1753; RFrh 1719–1866         | Schloss Poysbrunn | Johann Christoph von Bartenstein                                                              |           |
| Barth von Barthenheim                                                           | H ; Gf                         | Schloss Hirschstetten                                                                                                 | Johann Baptist von Barth-Barthenheim                                                          |           |
| Bartholotti von Partenfeld                                                      | H 1693; Gf 1636–               | Veste Thurn in Altlengbach, Palais Bartolotti-Partenfeld; venezianische Familie, steir.-niederösterr. Adelsgeschlecht | Johann Baptist Bartholotti von Partenfeld                                                     |           |
| Basta von Hust                                                                  | H 1605; Gf                     | albanischer Adel | Giorgio Basta                                                                                 |           |
| Batthyány Batthyány-Strattmann                                                  | H 1645; Fü Gf 1341–heute       | Schloss Trautmannsdorf, ungarischer Uradel                                                                            |                                                                                               |           |
| Baudissin-Zinzendorf Baudissin                                                  | H ~1813; Gf 1326–heute?        | Schloss Karlstetten, Schloss Wasserburg                                                                               | Nebenlinie der Baudissin,                                                                     |           |
| Bayer (Bayr) zu Niederdürnbach Unterdürnbach                                    | R 1575; Ri ?–1615              | Schloss Burgschleinitz öst. Rittergeschlecht                                                                          |                                                                                               |           |
| Bayr von Rauhenstein                                                            | R 1623; Frh 1568–um 1660       | Burgruine Rauhenstein Tiroler Geschlecht                                                                              |                                                                                               |           |
| Beaufort-Spontin Herzog von Beaufort, Duc de Bellegarde                         | H ; Hzg, Fü, Gf 1005–heute     | lothr. Uradel, öst.-böhm. Adel                                                                                        |                                                                                               |           |
| Beck von Leopoldsdorf                                                           | H 1597; Frh 1530–1631          | Schloss Ebreichsdorf, öst. Adelsgeschlecht                                                                            | Markus Beck, Hieronymus Beck von Leopoldsdorf                                                 |           |
| Behaim zu Haggenberg Verwandte der Behaim von Schwarzbach auf Kirchensittenbach | R 1524; Ri 12. Jh.?–um 1585    | Hagenberg bei Fallbach aus Böhmen stammendes Rittergeschlecht, seit 1479 auf Hagenberg                                |                                                                                               |           |
| Benedikt                                                                        | ?; Ri 14. Jh.-?                | Benediktschlössl in Hallein aus Sachsen stammendes Rittergeschlecht                                                   |                                                                                               |           |
| Bentzel zu Sternau und Hohenau Benzel-Sternau                                   | H ; Gf                         | deutsches Geschlecht                                                                                                  | Anselm Franz von Bentzel-Sternau, Karl Christian Ernst von Bentzel-Sternau                    |           |
| Berchtold zu Sachsengang, zu Ungarschitz                                        | R 1603, 1626; Gf, Frh ?–heute  | aus Tirol stammend, niederöst., ungar., böhm.-mähr. Adelsgeschlecht                                                   | Friedrich von Berchtold, Leopold Berchtold                                                    |           |
| Berchtoldsdorf siehe Herren von Perchtoldsdorf                                  | - Mi; 11.–13. Jh.              | Ministeriale der Babenberger                                                                                          |                                                                                               |           |
| Beroldingen                                                                     | H ; Gf                         | Schweizer Familie? |                                                                                               |           |
| Bertram                                                                         | H 1727; Frh                    | Deutsch-Brodersdorf aus Burgund, churmainz. Geschlecht                                                                |                                                                                               |           |
| Bissingen-Nippenburg Bissing                                                    | H ; Frh 1216–heute?            | alter thüring. Adel, drei Stämme                                                                                      | Ferdinand von Bissingen-Nippenburg, Cajetan von Bissingen-Nippenburg                          | besseres? |
| Blacas d‘Aulps                                                                  | H ; Fü                         | franz.-österr. Geschlecht                                                                                             |                                                                                               |           |
| Blümegen                                                                        | H 1722; Gf                     | Schloss Altkettenhof westfäl. Familie,                                                                                | Heinrich Kajetan von Blümegen, Hermann Hannibal von Blümegen                                  |           |
| Bohr (Adelsgeschlecht)                                                          | R ; Ri                         | |                                                                                               |           |
| Bolza (Adelsgeschlecht)                                                         | H ; Gf 1373–                   | Familie aus Neapel, böhm.-öst. Geschlecht                                                                             | Joseph von Bolza                                                                              |           |
| Born                                                                            | R 1774; Ri                     | sächs., böhm.-öst. Geschlecht                                                                                         | Ignaz von Born                                                                                |           |
| Borsch                                                                          | R ; Frh                        | |                                                                                               |           |
| Brandis                                                                         | H 1623; Gf ~1150–heute?        | Schloss Kottingbrunn, alter Tiroler Adel, niederöst. Linie                                                            | Andreas Wilhelm von Brandis, Clemens von Brandis                                              |           |
| Brassicani urspr. Koelburger, Ritter von Koelburg                               | H 1576; Ri um 1400–1728        | aus Schwaben stammendes Gelehrten- und Rittergeschlecht                                                               |                                                                                               |           |
| Braun                                                                           | H ; Frh                        | |                                                                                               |           |
| Brenner von Felsach                                                             | R? 1818?; Frh 1710–heute?      | nobilitierte Beamte und Gelehrte                                                                                      | Ignatz Brenner von Felsach                                                                    |           |
| Breuner                                                                         | H ; Gf 1200/1400–1894          | altes steir. Adelsgeschlecht, zwei Linien                                                                             | Philipp von Breuner (Beamter), Philipp Friedrich von Breuner (Fürstbischof), mehrere Bischöfe |           |
| Brentano-Cimaroli                                                               | R ; Frh 1282–heute             | lombard. Uradel, mehrere Linien                                                                                       | Anton Joseph von Brentano-Cimaroli                                                            |           |
| Bucellini Bucelin, von Sava                                                     | HR 1636 Gf u Frh um 1340–1700? | lombardisch-Mailänder Geschlecht, görzer-krainer Adel                                                                 | (Gabriel Bucelinus gehört nicht zu der Familie)                                               |           |
| Buol Buol-Berenberg                                                             | H ; Frh um 1600–heute?         | aus Graubünden, mehrere Zweige, Buol-Berenberg                                                                        | Karl Ferdinand von Buol-Schauenstein                                                          |           |
| Buquoy Bucquoy, von Longueval                                                   | H 1678; Gf 1150–heute          | alter franz. Adel, öst.-böhm Adelsgeschlecht                                                                          | Charles Bonaventure de Longueval, Georg Franz August von Buquoy                               |           |
| Burkard von dem Klee Frh von der Klee                                           | R ; Frh ?–nach 1800            | Edelsitz Kleeberg bei Nördlingen schwäbische Familie, schlesischer Zweig                                              |                                                                                               |           |
| Bußy                                                                            | H ; Gf                         | |                                                                                               |           |

| Inhaltsverzeichnis A B C D E F G H I J K L M N O P Q R S T U V W X Y Z |

## C
| Name                                                    | Stand, Titel, Zeitraum        | Stammsitz/Ursprung Gebiet                                             | Persönlichkeiten Anmerkungen                                                                                        | Wappen |
| Cabalini von Ehrenburg                                  | ?; Frh;                       |                                                                       | |        |
| Canal auf Ehrenberg                                     | ?; Gf                         |                                                                       | Ludwig von Canal |        |
| Capell siehe Kapeller                                   | H †                           |                                                                       | |        |
| Caracciolo Marchesi                                     | H 1767;                       | altes weitverzweigtes neapolitanisches Adelsgeschlecht                | Paschalis Caracciolo di Stella                                                                                      |        |
| Carafa Caraffa di Stigliano                             | H 1676; Gf um 1150–heute      | alter neapolitanischer Adel, Zweig der Caracciolo, zwei Linien        | Girolamo Caraffa, Antonio von Caraffa                                                                               |        |
| Carretto di Savona e Finale Marchese de Grana           | H 1635; Gf                    | Schloss Schönkirchen. alter oberital. Hochadel,                       | Fabrizio del Carretto, Anna Sylvia Caretto, Carlo Carretto?                                                         |        |
| Castner von Sigmundslust siehe Kastner von Sigmundslust |                               |                                                                       | |        |
| Cavriani auch Freiherren von Unterwaltersdorf           | H ~1613/20; RGf 12. – 20. Jh. | Unterwaltersdorf, Schloss Seibersdorf, altes lombardisches Geschlecht | Ludwig Graf von Cavriani                                                                                            |        |
| Cheya siehe Herren von Kaja                             |                               |                                                                       | |        |
| Chotek Chotek von Chotkow und Wognin                    | H 17??; Gf um 1200–1921       | böhmischer Uradel                                                     | Sophie Chotek von Chotkowa (Ehefrau von Franz Ferdinand), mehrere hohe Funktionen wie Gouverneur, Minister, Bischof |        |
| Cilli Chily                                             | H †; Fü Gf (12. Jh.)–1456     | krainer Uradel, erlosch 1456                                          | Ulrich II. (Cilli)                                                                                                  |        |
| Clam, Clam-Martinic Nebenlinie Clam-Gallas              | H 16; RGf 1210?–heute         | urspr. Perger seit 1493 auf Burg Clam, seit 1640 Edle Herren zu Clam  | Palais Clam-Gallas (Wien)                                                                                           |        |
| Clary und Aldringen                                     | H 16; Fü, Gf 14. Jh.–heute    | aus Italien stammendes böhmisches Geschlecht                          | Schloss Teplice (Böhmen)                                                                                            |        |
| Cobenzl                                                 | H 1674; Gf 1210?/1272–heute   | Kärntner Uradel, öst.-böhm. Adel                                      | Johann Cobenzl (Diplomat), Johann Ludwig von Cobenzl                                                                |        |
| Collalto                                                | A H 1610; Fü, Gf 950–heute    | altes italienisches Geschlecht, auch in Böhmen und Mähren             | Burg Collalto |        |
| Colloredo Colloredo-Mansfeld                            | H ; Fü, Gf um 1030–heute      | aus Friaul stammendes Geschlecht, öst.-böhm. Adel; mehrere Linien     | Rudolph Joseph von Colloredo, Hieronymus von Colloredo-Mansfeld, Ferdinand von Colloredo-Mannsfeld                  |        |
| Concin Concini, Conzin                                  | H 1613; Gf P? 1340?–1713      | Schloss Droß, ital. Geschlecht, Tirol.-öst. Adel                      | |        |
| Confalonieri                                            | H ; Gf                        |                                                                       | |        |
| Corrigliano Duca di Corsini Fürsten                     | H ; Fü                        |                                                                       | |        |
| Creußbach siehe Herren von Kreisbach                    |                               |                                                                       | |        |
| Crollolanza                                             | R 1682, Ri                    | lombard. Familie, steir.-öst. Adel                                    | |        |
| Croÿ, Croy                                              | H 1841; Fü 12. Jh.–heute      | franz. Uradel, mehrere Linien                                         | Isabella von Croÿ                                                                                                   |        |
| Czernin von Chudenitz                                   | H 1688; Gf 1193–heute         | böhm. Uradel, öst. Grafen                                             | Hermann Czernin von Chudenitz, Hubertus Czernin                                                                     |        |

| Inhaltsverzeichnis A B C D E F G H I J K L M N O P Q R S T U V W X Y Z |

## D
| Name                                              | Stand, Titel, Zeitraum     | Stammsitz/Ursprung Gebiet                                                         | Persönlichkeiten Anmerkungen                                                | Wappen |
| Dachsbeck                                         | R †; Ri                    | Greillenstein, um 1500 erloschen                                                  |                                                                             |        |
| Dachsenbeck Dachsner                              |                            |                                                                                   |                                                                             |        |
| Dallberg                                          |                            |                                                                                   |                                                                             |        |
| Danwitz Danewitz, Danawitz                        | H 1590; Ri vor 1400?–heute | Aichbichel; poln.-schles. Adel, die niederöst. Linie ist 1661 erloschen?          |                                                                             |        |
| Daun                                              | H 1657; Gf um 1450–1851    | Schloss Ladendorf, rheinländische Grafen                                          | Wirich Philipp von und zu Daun, Leopold Joseph von Daun, mehrere Heerführer |        |
| Daxberger Dachsberger                             | H ; Frh ?–nach 1520        | Schloss Dachsberg. oberöst. Geschlecht                                            |                                                                             |        |
| Degrazia                                          |                            |                                                                                   |                                                                             |        |
| Dietrichstein                                     | H 1514; Fü Gf um 1250–1864 | Burg Dietrichstein, Burg Hollenburg Kärntner Geschlecht, zwei Linien              | Adam von Dietrichstein, Andreas Jakob von Dietrichstein                     |        |
| Diller Dillher von Althen                         | H 1624; RFrh               | schwäb. Geschlecht, [noch um 1800 blühend]                                        |                                                                             |        |
| Doblhoff, Doblhoff-Dier                           | R 1767; Frh 1692–heute     | Toblerhof in Meran, Tiroler Rittergeschlecht, dann Reichsfreiherren Doblhoff-Dier | Anton von Doblhoff-Dier, Josef von Doblhoff-Dier                            |        |
| Dobra (Adelsgeschlecht) Schenken/Herren von Dobra | R †; Ri                    | Burgruine Dobra, Burgruine Saxenegg                                               |                                                                             |        |
| Dörr zu Wildungsmauer; zu Thalberg, Ternberg      | R †; Ri                    | zwei Geschlechter                                                                 |                                                                             |        |
| Dörr, Dürre                                       |                            |                                                                                   |                                                                             |        |
| Dürr von der Dürr                                 | R †; Ri? 1388–1583         | Schloss Dornau in Halbenrain; Krainer Geschlecht                                  |                                                                             |        |
| Drašković (Adelsgeschlecht) Draskovich            | H 1626; Gf 1490–heute      | kroat. Geschlecht                                                                 | Josip Kazimir Drašković von Trakošćan                                       |        |
| Dünewald (Adelsgeschlecht) Dünnewald              | H 1689; Gf                 | 1693/1712 erloschen                                                               | Johann Heinrich von Dünewald,                                               |        |

| Inhaltsverzeichnis A B C D E F G H I J K L M N O P Q R S T U V W X Y Z |

## E
| Name                                               | Stand, Titel, Zeitraum      | Stammsitz/Ursprung Gebiet | Persönlichkeiten Anmerkungen                       | Wappen   |
| Ebersdorf (Adelsgeschlecht)                        | H †; Hr                     | angeblich verwandt mit den Thierstein (Adelsgeschlecht), erloschen nach 1560                                                    | Schloss Kaiserebersdorf                            |          |
| Herren von Eckartsau                               | H †; Hr ?–nach 1510         | Schloss Eckartsau; altes Geschlecht                                                                                             |                                                    |          |
| Eggenberg Eggenberger, Ekckenberg etc.,            | H 1601; Fü Gf vor 1490–1717 | steir. Patrizier, öst.-böhm. Adel                                                                                               | Hans Ulrich von Eggenberg                          |          |
| Egkh Eckh etc., Egg und Hungersbach / Ungrischpach | H 1560; Gf Frh              | Krainer Geschlecht, Protestanten                                                                                                | Leopold Friedrich von Egkh und Hungersbach         |          |
| von der Ehr Pecker von der Ehr                     | H 1630; Frh                 | Praundsorf VUMB Braunsdorf (Gemeinde Sitzendorf)?, Breittenaich VOMB// pfälz. Familie, Peckher, Beckherr; lebten nach 1770 noch |                                                    |          |
| Ehrenfels                                          | H †; Hr                     | steir.-kärntner Geschlecht, erloschen im 15. Jahrhundert                                                                        | Christian von Ehrenfels                            |          |
| Ehrmanns zum Schlug                                | H 1717; Frh                 | Burgruine Dobra, Schloss Wetzlas, Tieffenbach                                                                                   |                                                    |          |
| Eibenstein Eybenstein                              | † Ri                        | |                                                    |          |
| Eibiswald Eibeswald, Eybeswaldt                    | H 1652; Frh                 | steir. Geschlecht |                                                    |          |
| Eissner von und zu Eisenstein                      | H 1712; Frh Ri 1688–heute   | Reutlinger Patrizier, öst.-böhm. Geschlecht                                                                                     |                                                    |          |
| Herren von Emmersberg                              | H † Hr ?–um 1455            | Burgruine Emmerberg, Truchsess in der Steiermark                                                                                |                                                    |          |
| Enckevort Enkevort                                 | H 1635; Gf 13. Jh.–heute    | Brabant. Geschlecht, öst. und deutscher Adel, gräfliche Linie 1738 erloschen                                                    | Adrian von Enkevort, Wilhelm III. von Enckenvoirt  | besseres |
| Enenkel Ennenkel                                   | H 1594; Frh 11. Jh.–1627?   | Albrechtsberg an der Pielach, ober- und niederöst. Geschlecht, die niederöst. Linie erlosch 1627                                | Georg Achatz von Enenkel, Job Hartmann von Enenkel |          |
| Engl von Wagrain Engel von und zu Wagrein          | R 1598 H ?; Gf 1440–1910    | Schloss Wagrain | Franz Anton Engl Graf von Wagrain                  |          |
| Herren von Enzersdorf                              | H †; Hr Ri? ?–1598          | Enzersdorf im Thale |                                                    |          |
| Erdödy                                             | H 16; Gf 1187–heute?        | ungar. Magnaten |                                                    |          |
| Erstenberg zum Freyenthurm Freiherren              | HR ; Frh                    | |                                                    |          |
| Eskeles                                            | H 18?; Frh                  | jüd. Bankiers, | Bernhard von Eskeles                               |          |
| Esterházy                                          | H 1642; Fü 13. Jh.–heute    | Schloss Esterházy in Eisenstadt, Burg Schwarzenbach (Niederösterreich), alte ungarische Magnaten,                               | Ladislaus Esterházy                                |          |
| Eyczinger Eitzing                                  | H †; Frh 12. Jh.–1620       | Burg Kaja, bayr.-öst. Geschlecht                                                                                                | Christoph von Eyczing, Oswald Philipp von Eyczing  |          |

| Inhaltsverzeichnis A B C D E F G H I J K L M N O P Q R S T U V W X Y Z |

## F
| Name                                          | Stand, Titel, Zeitraum      | Stammsitz/Ursprung Gebiet                                                                                      | Persönlichkeiten Anmerkungen                                             | Wappen |
| Herren von Falkenberg                         | H †; Hr Mi ?–1355           | Ruine Falkenberg (Straßertal), niederöst. Ministeriale, um 1355 erloschen                                      |                                                                          |        |
| Falkenhayn                                    | H 1718; Gf 13. Jh.–heute    | deutsch-schlesisches Geschlecht                                                                                | Eugen von Falkenhayn (General, 1792), Julius von Falkenhayn              |        |
| Herren von Falkenstein                        | H †; ?–nach 1410            | Burgruine Falkenstein (an der Ranna), P/Biberstein in OÖ; Konrad, Kalhoch, Heinrich. erloschen nach 1410       | Zawisch von Falkenstein?                                                 |        |
| Fellner                                       | H ; Frh                     | |                                                                          |        |
| Fernberger zu Egenberg                        | R 1608; Hr? Ri; ?–1671      | Sitzenberg, Fahrafeld; fränk. Familie, Tiroler-oberöst. Adel, 1671 erloschen                                   | Christoph Carl Fernberger                                                |        |
| Fernemont Fernamont                           | H 1643; Frh                 | Barvitius/Barwitz, Freiherr von Fernemont                                                                      | Johann Anton Barvitius, Johann Franz von Barwitz, Freiherr von Fernemont |        |
| Festetics Festetits von Tolna                 | H 16; Gf 1480/1625–heute    | altes kroatisch-ungarisches Geschlecht,                                                                        |                                                                          |        |
| Feuchter von Fridau                           | R †                         | Schloss Fridau                                                                                                 |                                                                          |        |
| Feyertager zu Oberhausen                      | R †?; ?–~1616               | Haitzendorf, Klaubendorf; bayr.-salzb. Geschlecht, 1615/1617 erloschen                                         |                                                                          |        |
| Fillenbaum                                    | R ; Frh                     | |                                                                          |        |
| Flußhart Flusshart; zum Stein, Pottendorf etc | R ; Ri; ?–1651              | Schloss Innernstein; Wiener und oberöst. Geschlecht                                                            |                                                                          |        |
| Forgács                                       | H 1568; Gf                  | ungar. Adel |                                                                          |        |
| Frank                                         |                             | |                                                                          |        |
| Franking Fränking                             | R 1586; Gf Frh 1285–heute?  | Burgstall Holzöster in Franking, niederbayer. Uradel,                                                          |                                                                          |        |
| Fries                                         | H 1792; Gf                  | nobil. Bankier                                                                                                 | Johann von Fries, Moritz von Fries                                       |        |
| Fronau Franan, Frenau                         | R                           | Oberpfälzer Rittergeschlecht auf Burg Schwärzenberg, später auch Niederösterreich (zwischen ca. 1317 bis 1608) | Friedrich von Fronau, Gamareth Fronauer                                  |        |
| Fuchs                                         | H 1774?; Gf                 | Wiener Kaufmänner, 1765 nobilitiert                                                                            | Josef Johann von Fuchs                                                   |        |
| Fuchs von Bimbach                             | H 1774; Gf 13. Jh.–heute    | Schloss Seibersdorf, fränk. Geschlecht                                                                         | Johann Georg II. Fuchs von Dornheim                                      |        |
| Fuchs von Fuchsberg                           | H 1624; Gf 1267–1828        | Tiroler Adel                                                                                                   |                                                                          |        |
| Fugger Fugger von der Lilie                   | H 1631; Gf 1507–heute       | schwäb. Kaufmänner, bis in den Hochadel aufgestiegen, mehrere Linien                                           | Otto Heinrich Fugger, Sigmund Fugger von Kirchberg und Weißenhorn        |        |
| Fünfkirchen                                   | H 1; Gf um 1400–1970        | Schloss Fünfkirchen, altes niederöst. Adelsgeschlecht                                                          | Johann Bernhard von Fünfkirchen, Otto Franz Fünfkirchen                  |        |
| Fürstenberg Landgrafen                        | A H 16; Fü Gf 11. Jh.–heute | Schloss Donaueschingen, Schloss Weitra, altes schwäb. Adelsgeschlecht, mehrere Linien                          |                                                                          |        |
| Furth von Furtenburg Fuert, Furth             | R 1602; Ri 1581–1679        | Wiener Bürger, Edelsitz Würfelhof in Furtenburg umbenannt                                                      |                                                                          |        |

| Inhaltsverzeichnis A B C D E F G H I J K L M N O P Q R S T U V W X Y Z |

## G
| Name                                                                  | Stand, Titel, Zeitraum           | Stammsitz/Ursprung Gebiet                                                                                     | Persönlichkeiten Anmerkungen                                | Wappen |
| Gabelkofen Gabelkofer Gablkoven                                       | R 1628; Gf 13./14. Jh. – um 1815 | niederbayr. Uradel, öst. Linien, um 1815 erloschen                                                            | Oswald Gabelkover                                           |        |
| Galen                                                                 | H 1717; Gf um 1140–heute         | alter westfäl. Adel                                                                                           |                                                             |        |
| Gall                                                                  | R 1718; Ri                       | nobilitierte Beamte                                                                                           |                                                             |        |
| Gall von Gallenstein zu Loosdorf                                      | H 1606; Frh                      | alter schweiz. Adel, viele Linien                                                                             |                                                             |        |
| Galler Galer, Gäller, Galler von Schwamberg                           | H; Gf                            | alter steir. Adel, Protestanten                                                                               | Katharina Elisabeth Freifrau von Galler, geb. von Wechsler  |        |
| Gariboldi                                                             | R 1667; Ri                       | Dornau und Schönau                                                                                            |                                                             |        |
| Gaun von und zum Löwengang                                            | R ; Ri                           | |                                                             |        |
| Gatterburg Gattermayr von Gatterburg                                  | H 1653; Gf 1561–heute?           | Gatterburg (Vorgängerbau von Schloss Schönbrunn), Schloss Gatterburg in Retz, oberösterreichisches Geschlecht | Konstantin Josef von Gatterburg                             |        |
| Gebler                                                                | R 1763; Frh 1763–?               | | Tobias Philipp von Gebler, Karl von Gebler                  |        |
| Geusau Geissau, Geussau                                               | H ; Frh                          | uraltes thür. und sächs. Adel, Sitz Dorf Geus[s]au bei Merseburg an der Saale                                 |                                                             |        |
| Gemmingen zu Mühlhausen                                               | H 1765; Frh 1165–heute           | Gmünd; aleman. Rittergeschlecht, weit verzweigte Familie                                                      |                                                             |        |
| Geniceao                                                              | H ; Gf                           | |                                                             | ?      |
| Gera zu Arnfels Burgruine Waxenberg Straßfried                        | H ; Gf Frh                       | Burgruine Straßfried, ostfränk. Familie, kärntner-öst. Adel                                                   | Erasmus von Gera                                            |        |
| Geyer von Edelbach                                                    | R 1635; Frh 16. Jh.?–nach 1730   | Freisitz Edelbach, nö Rittergeschlecht                                                                        |                                                             |        |
| Geyer von Geyersperg auch von Osterburg                               | R ; Gf vor 1370–1805             | fränk. Familie, nö Adelsgeschlecht                                                                            | Hans Geyer von Osterburg                                    |        |
| Geymann Geumann                                                       | H 16; Frh um 1400–1755           | Gallspach, Burg Trattenegg, altes oö Rittergeschlecht                                                         |                                                             |        |
| Geymüller                                                             | R nach 1810; Frh 1810–20. Jh.?   | schweizerische Bankiers                                                                                       | Johann Heinrich von Geymüller d. J., Heinrich von Geymüller |        |
| Gienger von Grienpichel (Grünbühel), auch von Rotteneck, von Wolfseck | H 1635; Frh 1544–um 1750?        | Schloss Grünbühel, Ulmer Patrizier                                                                            | Georg Gienger von Rotteneck                                 |        |
| Gilleis Gilaus                                                        | H 16; Gf 1274–1890               | Schloss Vestenthal?, altes nö Geschlecht                                                                      |                                                             |        |
| Glojach                                                               | Frh (1630, Bestätigung 1637)     | steir. Adel, Glojach                                                                                          |                                                             |        |
| Goëss Goeß                                                            | HR 16; Gf 1530–heute             | portugiesische Familie, über Flandern nach Kärnten gekommen                                                   | mehrere Kärntner Landeshauptmänner                          |        |
| Gold von Lampoding                                                    | R? vor 1620; Frh vor 1500–1710?  | salzburg. Erbausfergen, seit 1635 nicht mehr in NÖ                                                            | Erasmus Gold von Lampoding                                  |        |
| Goldegg zu Lindenburg ? Goldeck                                       | HR? 1563; Frh um 1200–1986       | Tiroler, öst.-bayer. Geschlecht                                                                               | Hugo von Goldegg                                            |        |
| Freiherr zu Goldegg Goldeck                                           | R 1640; Frh                      | Schloss Goldegg (Niederösterreich), nobil. Beamter, Geschlecht erlosch nach einer Generation                  | Johann Mathias Prücklmayer                                  |        |
| Gontard Gontard (Familie)                                             |                                  | |                                                             |        |
| Grabner zu Rosenburg, zu Zägging (Zägging)                            | H 16; Hr? Ri                     | Schloss Rosenburg, Niederösterreichische Linie der Herren von Graben, Protestanten                            | Sebastian II. Grabner zu Rosenburg                          |        |
| Grassalkovich Grasalkovits von Gyarac                                 | H 1786; Fü 1584–                 | kroat.-ungar. Adel                                                                                            | Antal Grassalkovich I.                                      |        |
| Greiss zu Wald                                                        | HR 16; Frh 1229–1659             | thüring. Ritter, österr. Adel                                                                                 | Christoph Greiss zu Wald                                    |        |
| Grundemann von Falkenberg Gründemann Graf von Falkenburg              | H 1613; Frh 1613–heute?          | Schloss Waldenfels, aus Bamberg stammend                                                                      |                                                             |        |
| Grosser                                                               | R ; Ri                           | |                                                             |        |
| Gruber zu Pischelsdorf                                                |                                  | |                                                             |        |
| Grünthal Grienthal                                                    | H ; Frh? um 1240–um 1760         | Schloss Kremsegg, Regensburger Patrizier, öst. Adel                                                           | Wolf Niklas von Grünthal                                    |        |
| Grundemann                                                            | R ; Ri                           | österr. Adel                                                                                                  |                                                             |        |
| Gudenus                                                               | H um 1700; Frh 1668–heute        | Felling und Hohenstein (Gföhl), Schloss Thannhausen, aus Hessen stammend, zwei Linien in Österreich.          | Johann Leopold von Gudenus, John Gudenus, Johann Gudenus    |        |
| Guldenstein                                                           | R ;Frh                           | |                                                             |        |
| Grünne de Hemricourt, de Grunne                                       | H um 1800; Gf 12. Jh.            | vom wallonischen Geschlecht Hemricourt abstammend, seit ca. 1780 in Öst.                                      | Philipp Ferdinand von Grünne, Karl Ludwig von Grünne        |        |
| Gyra                                                                  | R ; Frh                          | |                                                             |        |

| Inhaltsverzeichnis A B C D E F G H I J K L M N O P Q R S T U V W X Y Z |

## H
| Name                                                                       | Stand, Titel, Zeitraum            | Stammsitz/Ursprung Gebiet | Persönlichkeiten Anmerkungen | Wappen |
| Haan Haan von Haandahl                                                     | RH? 1779; Frh, RFrh               | elsäss. Familie | Mathias Wilhelm von Haan |        |
| Hack, Hackh Erbsaß zu Bornimb (Bornim)                                     | H 1678; Frh 1325–nach 1700        | Schloss Außenstein, Schloss Mistelbach; Brandenburg. Uradel, seit ~1550 in Öst., diese Linie ist erloschen (nach 1700?)                                          | | ?      |
| Hackelberg und Landau Hackelberg                                           | H 16; Frh 1488–                   | aus OÖ stammend, | Karl Hackelberg wegen seiner Verdienste bei der Türkenbelagerung 1683 in den Freiherrnstand erhoben                                                                 |        |
| Hackenberg Herren von Hagenberg                                            | H †; Mi Hr 1180?/1224–1402?       | Schloss Hagenberg (Weinviertel) in Fallbach, Ministeriale der Babenberger                                                                                        | |        |
| Hackher zu Hart                                                            | R 1641; Ri 1471–nach 1835?        | Edelhof Hart bei St. Pölten | Franz Xaver Hackher zu Hart |        |
| Hackinger Herren von Hacking                                               | R †; Ri 1170–um 1500              | Hackinger Burg auf Hagenberg (Wien), Burg Ranzenbach bei Kilb | |        |
| Hackl Hackhl Häckhl von Lichtenfels                                        | R 1562; Ri vor 1480–1620?         | Burg Lichtenfels, aus Kärnten stammend, seit ca. 1500 in NÖ | Christoph Hackhl zu Edelsitz Lustenfelden, Peter Hackl zu Lichtenfels                                                                                               |        |
| Hacqué Hacque                                                              | R 1744; Ri 1744–nach 1802         | Familie aus den span. Niederlande, nobilitierte Buchdrucker | Johann Baptist Hacque, Ludwig von Hacque |        |
| Haderer zu Eggendorf und Wienern                                           | R †; Ri vor 1350–nach 1500        | Eggendorf (welches?), Burg Piberstein, Rittergeschlecht | Zacharius Haderer siehe Schloss Weidenholz, |        |
| Hagen (Hagn)                                                               | im 16. Jhd ausgestorben           | | Hironymous Hagen von Türrenberg |        |
| Hagenau Hagenowe                                                           | H † Hr 10. Jh.–heute              | Burg Hagenau (Außerkasten), altes bayr.-öst. Adelsgeschlecht, mehrere Linien, die niederöst. Linie 1450–1500 erloschen, verarmt, im 17. Jh. neuerlicher Aufstieg | Gottschalk von Hagenau, Reginbert von Hagenau |        |
| Hager von Allentsteig zu Sitzenthal; auch Altensteig                       | R 1500 H 1686; Frh 1273–nach 1900 | Schloss Sitzenthal, Schloss Allentsteig, altes oberöst. Geschlecht / seit 1671 Freiherren                                                                        | |        |
| Haid zu Dornau von der Hayd, Tornau                                        | R †; Ri 1375–nach 1540            | Schloss/Burg Dornau VUWW, Biedermannsdorf, Pfleger zu Ruine Merkenstein; Rittergeschlecht                                                                        | |        |
| Haiden zu Guntramsdorf Hayden zu Gundernsdorf                              | R 16; Ri vor 1400–um 1615         | Schloss/Burg Guntramsdorf, Wiener Familie und Rittergeschlecht, 1613–1618 erloschen                                                                              | Laurenz Haiden |        |
| Haim Haimer, Haym zu Reichenstein                                          | H 1575; Frh 1231–1620??           | Burg Reichenstein (Österreich), Wiener Bürger, niederöst. Adelsgeschlecht                                                                                        | Hans von Haim, |        |
| Hamilton Herr der Grafschaft Neuburg am Inn                                | H 1696, Gf ?–vor 1800?            | Wernstein, Dürnkrut, schott. Hauptlinie Graf von Abercorn | Johann Andreas von Hamilton |        |
| Handl von Ramingdorf; Händl Hendl                                          | R 1593, Frh 1571–1766             | Schloss Ramingdorf, Bürger von Steyr, steir., ober- und niederöst. Adelsgeschlecht                                                                               | |        |
| Hardegg                                                                    | H vor 1500; Gf 11./12. Jh.–heute  | Burg Hardegg, die Grafen von Plain und Hardegg sind 1260 erloschen, urspr. Freiherren von Prüschenk                                                              | |        |
| Hardenberg?                                                                | H 16; Gf                          | | |        |
| Hardter von Hart                                                           | 1370–1590?                        | mähr.-öst. Ritter | |        |
| Harrach                                                                    | H 1524?; Gf 1195–heute            | Schloss Rohrau, Palais Harrach, altes oö-böhm. Geschlecht | Karl von Harrach, mehrere Bischöfe |        |
| Harras, Harrasser nicht Harras (Adelsgeschlecht)                           | R †; Ri 1080?/1182–1580/1586      | Enzesfeld, Seebarn, Niederhollabrunn; Ritter | |        |
| Harrucker (Adelsgeschlecht)                                                | R 1730; Frh 1718–um 1750          | nobilitierte Beamte | Johann Georg Haruckern |        |
| Harsch Harrsch                                                             | H 1720; Gf ?–nach 1800?           | Schloss in Margarethen am Moos, elsäss. Geschlecht | Ferdinand Philipp von Harsch, Ferdinand Amadeus von Harrsch |        |
| Hartenfels; Michl von H.                                                   |                                   | ungar. Kleinadel | |        |
| Hartig                                                                     | R 1709, H 1737; Gf 1586–heute?    | Schloss Althörnitz, schles. Familie, öst. Geschlecht | Ludwig Joseph von Hartig, Edmund von Hartig |        |
| Härtinger Herting zu Immendorf und Lichtenwerdt                            | R †, Ri 1379–1505                 | Nexing, Ministeriale der Walseer | |        |
| Hartmann von Haugsdorf und Lechsdorf (Leesdorf)                            | R ?, Ri 1554–um 1590              | Schloss Haugsdorf, Schloss Leesdorf, Wiener Münzmeister, niederöst. Rittergeschlecht                                                                             | |        |
| Hartmann von Hüttendorf                                                    | R 1685, Ri 1684–1742              | Hüttendorf (Gemeinde Mistelbach), nobilitierter Beamte, mit Sohn wieder erloschen                                                                                | Johann Oswald Hartmann von und zu Hüttendorf |        |
| Häschk von Walpersbach Heschk(en) von Schwarzenbach                        | R? †, Ri um 1370–1500?            | Burg Schwarzenbach, Rittergeschlecht | |        |
| Haselbach, Haselbeckh                                                      | H †, Mi Hr P um 1250–?            | Schloss Oberhaselbach, urspr. edle Prämer, Vögte von H. weitverzweigtes bayer. Geschlecht; 1623 Güter verkauft!!                                                 | nicht Thomas Ebendorfer |        |
| Hasendorfer                                                                | R ;1307–nach 1560                 | | |        |
| Hasib, Hasiber                                                             |                                   | | |        |
| Haslau, Herren von Haslau                                                  | H †, Mi Hr ~1470                  | Haslau an der Donau, um 1470 erloschen | |        |
| Hätzenberg von Cronberg =?Hatzenberg von Treuberg??                        | R 1604; Frh 1559–1776             | niederöst. Adelsgeschlecht, 1776 erloschen | Johann Ernst II. von Hätzenberg |        |
| Hauer                                                                      | H 16; Frh                         | | Joseph von Hauer, Leopold von Hauer auch Datei:Freiherr von Conrad-Hauer (1914) – Gerd Hruška.png                                                                   |        |
| Haugwitz                                                                   | H 1750; Gf 1225–heute             | alter meißnischer Adel; Erblandtürhüter in NÖ | Friedrich Wilhelm von Haugwitz, Eugen Wilhelm Graf Haugwitz |        |
| Haun, Hauner Haun zu Haindorf und Weinern                                  | R 1293                            | ursprünglich österr. Rittergeschlecht, Schloss Haindorf | Peter Haun zu Haindorf, 1387 als Schwager von Nicklas Pottenbrunner genannt. Achatz Haun, 1452 im Gefolge Kaiser Friedrichs Zug zur Krönung und Vermählung nach Rom |        |
| Haunold                                                                    |                                   | | |        |
| Hausbach, Schenk von Hausbach                                              |                                   | | |        |
| Hauseck                                                                    | H †; Hr 1142                      | Burgruine Hauseck?, nö Herrengeschlecht? | |        |
| Hauser zu Karlstein Karlstein an der Thaya                                 | R †; Ri um 1240–1590/91           | altes Rittergeschlecht | |        |
| Hayden von Dorff Haiden zu Dorf                                            | H 16; Frh 1317–1959               | Schloss Dorff oö Rittergeschlecht | |        |
| Hegenmüller zu Dubenweiler                                                 | H 1623; Frh 1568–?                | Schloss Albrechtsberg (Loosdorf)?, schwäbische Bürger, öst. Geschlecht                                                                                           | Johann Ruprecht Hegenmüller |        |
| Heintl                                                                     | R Ri                              | | |        |
| Hempel                                                                     | R ; Ri                            | | Josef von Hempel |        |
| Henckel von Donnersmarck Henckl                                            | H 1615/1636; Gf 1593–heute        | Händler aus Zips und oberschles. Bergwerkbesitzer, ung.-böhm. Adel, öst. Grafen, zuletzt preuss. Fürsten; kathol. und protest. Linie                             | Lazarus I. Henckel von Donnersmarck, Guido Henckel von Donnersmarck, Gregor Henckel-Donnersmarck                                                                    |        |
| Hentschel von Gilgenheimb? Hentschel von Gutschdorf                        | R 1761; Ri 1634?–                 | alte schles. Familie, 1634 böhm. Ritter, 1792 Panier- und Freiherren                                                                                             | |        |
| Herberstein                                                                | H 1537; Gf 1287–heute             | alter steir. Adel, schlesische Linie 1728 erlosch. | Bernhardin I. von Herberstein, Johann Herbert von Herberstein, einige Landeshauptleute und Generäle                                                                 |        |
| Hering Häring zu Hauskirchen                                               | R †, Ri 1286–1460?                | aus Schwaben stammend, niederöster. Rittergeschlecht (um Maisbirbaum, Hauskirchen)                                                                               | |        |
| Heubl Heubel Häubel, Haybl von Pilgramshof                                 | R †, Ri P 1567–?                  | Freisitz Rafing VOMB; Aichhof zu Aichabrunn | |        |
| Heuel zu Tieffenau                                                         | R ?; 1718–1772                    | | |        |
| Heusenstamm Heißenstein                                                    | H 1571; Gf um 1200–heute?         | hessisch-fränkischer Adel | |        |
| Heußler von Purgstall, von Wildenstein Häußler                             | H †, Hr um 1220–< 1500            | öster. Geschlecht (um Melk), vor 1500 erloschen | Wappen geteilt, vorne rot, hinten weiß mit schwarzem Querbalken |        |
| Heyberg, Heyberger Heuberger, Hayperger von Pankirchen                     | R 16; Ri um 1330–1760?            | Tiroler Juristen, 1482 geadelt; seit 1363 in NÖ; Himberg | Martin Hayperger von Pankirchen, Dechant von Freistadt |        |
| Hilleprandt von Prandau                                                    | R ; Frh                           | | |        |
| Herren von Himberg, Hintberg                                               | H †, Hr vor 1100–um 1350          | | |        |
| Hillebrand Hilleprandt zu Haugsdorf und Walterskirchen                     | R 1601, ? P vor 1591–             | nobilitierte Beamte | |        |
| Himmelberg                                                                 | R ?, Frh 1165–1705??              | Burgruine Himmelberg, aus Kärnten; 1656 Freiherren | Leonhard von Himmelberg (Prediger) |        |
| Hinterholzer von Hinterholz                                                | R 16; Ri 1165–1524                | Freisitz Hinterholz, ober- und niederöst. Ritter; Salaberg | |        |
| Hochberg Haas von H. // Hochburg??                                         | R 1690 H 1702; Gf 1679–1740       | Haas Edle von Hochberg, 1702 Freiherren, 1717 Grafen | | ?      |
| Hoche                                                                      | R 1709; Ri ?–1800?                | Hainstetten, aus dem Oberelsass, nobilitierte Beamte | |        |
| Hoë von Höenegg                                                            | R 1602; Ri 1592–1670?             | Gelehrte und evangel. Theologen, emigrierten 1670 nach Meissen                                                                                                   | Matthias Hoë von Hoënegg |        |
| Hoensbroech Marquis                                                        | H 1732; Frh - Gf? 1280–heute      | Limburger Uradel | Adriaan von und zu Hoensbroech, Philipp Damian von Hoensbroech |        |
| Höchenberger/Hechenb.                                                      |                                   | | |        |
| Hochenkirchen; Hochstetter                                                 |                                   | | |        |
| Hofer am Hof zu Oberwaltersdorf, zu Urfahr (bei Leiben?)                   | R 1579; Frh 1385–                 | Freisitz Hof bei Euratsfeld | |        |
| Hofkirchen Hofkircher Frh zu Kollmitz (Kollmünz) und Drösiedl              | H vor 1500; Gf um 1170–1780?      | alter bayerischer Adel, Jud von Hofkirchen (bei Laberweinting); seit 1411 in Öst., 1464 Freiherr                                                                 | Wilhelm von Hofkirchen |        |
| Hofmann zu Gruenpüchel und Strechau H. von Leuchtenstern eine Nebenliene?? | R ?; H 1540? Gf ?–um 1730         | Burg Strechau, alter steir. Adel, ein Zweig in Schlesien, Protest. nach Franken                                                                                  | Hans Hofmann von Grünbühel | ?      |
| Hohenberg (niederösterreichisches Adelsgeschlecht)                         | H †; Gf 12. Jh.–1529              | Ruine Hohenberg, altes steir.-österr. Ministerialengeschlecht (Hohenstaff-Altenburg-Hohenberg)                                                                   | |        |
| Hoheneck (schwäbisch-österreichisches Adelsgeschlecht)                     | H ; Gf                            | mehrere Geschlechter | |        |
| Hohenfeld                                                                  | H 16; Gf Frh vor 1300–1800??      | bayer. Geschlecht, seit dem 13. Jh. in OÖ, Attergau | Achatius von Hohenfeld |        |
| Hohenwart (Krainer Adelsgeschlecht)                                        | Gf 1767–?                         | krain. Geschlecht (Gerlachstein) | Sigismund Anton von Hohenwart, Sigismund Ernst von Hohenwart, Franz von Hohenwart, Karl Sigmund von Hohenwart                                                       |        |
| Holger Edler von                                                           | R 1779; Ri 1769–1800??            | nobilitierter Beamter | |        |
| Holzer zu Sitzenthal                                                       | R †; Ri um 1320–1560?             | öst. Rittergeschlecht | |        |
| Hörleinsperger                                                             |                                   | oberöst. Geschlecht | |        |
| Hörmann, Hornberg                                                          |                                   | | |        |
| Hoyos Hoyos-Sprinzenstein                                                  | H 16; Gf 9. Jh.–heute             | Burg Stixenstein, alter spanischer Adel, seit 1525 in Öst. | Juan de Hoyos, Johann Ernst Hoyos-Sprinzenstein |        |
| Hüttendorfer zum Freyenthurn // noch andere Hütt.                          | R 1570; Ri um 1480–               | Mannswörth, Wiener Geschlecht, Stadtrichter | |        |
| Humburg                                                                    | R                                 | | |        |
| Hundt zu Lautterbach (Hund von Lauterbach)                                 | R vor 1530; Ri ?–1570??           | Ursprünglich salzburgisches Geschlecht aus dem Pinzgau, Freisitz in Poysdorf. Ab ca. 1400 bis heute auch in Oberbayern.                                          | |        |
| Hundsheimer Hundshaim                                                      | R †; Ri 1100?–1560?               | | |        |
| Hutstocker Hutstock                                                        | R 1585; Ri P 1280?–1650?          | Wiener Geschlecht | |        |

| Inhaltsverzeichnis A B C D E F G H I J K L M N O P Q R S T U V W X Y Z |

## Erklärung
Erklärung zu den Spalten:
Name: gebräuchlichste Form, auch alternative Namensformen
Stand: im niederösterreichischen Herren- oder Ritterstand, mit Zeitpunkt der Aufnahme
Titel: höchste erlangte Adelstitel (die in Niederösterreich ansässig waren)
Zeitraum: Zeitpunkt der Nobilitierung bis Erlöschen im Mannesstamm
Stammsitz: Stammsitz; Sitze, nach denen einzelne Linien benannt wurden, Sitze in (Nieder)Österreich oder
Gebiet: Ort oder Gebiet, besonders wenn es mehrere gleichnamige Geschlechter gibt
Persönlichkeiten: wichtigste oder bekannteste Personen, bevorzugt mit Bezug zu (Nieder)Österreich; Personenartikel, falls es keinen Artikel zum Geschlecht gibt
Anmerkungen: zusammenfassende Angaben
Erklärung zu sonstigen Angaben:
- keine Angabe oder unbekannt
? Fragezeichen bedeutet unsichere (Jahres)Angaben
~ ungefähr, ungefähre Zeitangabe
kursiv alte Schreibweise
† schon vor 1620 erloschen
H im Herrenstand (mit Jahr der Aufnahme)
R im Ritterstand
A Apostelgeschlecht
P als Protestanten nach 1620 aus dem Land verwiesen und die Güter bzw. Lehen verloren
Fü Fürsten
RGf Gf Reichsgraf(en), Graf(en)
Frh Freiherr(en)
Ri Ritter
Mi Ministeriale
Hr Herren